# Антоніо Конте
Антоніо Конте (італ. Antonio Conte, нар. 31 липня 1969, Лечче, Італія) — колишній італійський футболіст, півзахисник. Після завершення ігрової кар'єри — тренер. Головний тренер «Наполі».
Як гравець насамперед відомий виступами за клуби «Лечче» та «Ювентус», а також національну збірну Італії.
П'ятиразовий чемпіон Італії. Володар Кубка Італії. Чотириразовий володар Суперкубка Італії з футболу. Володар Кубка УЄФА. Переможець Ліги чемпіонів УЄФА. Володар Суперкубка УЄФА. Володар Міжконтинентального кубка. Володар Кубка Інтертото.

## Клубна кар'єра
У дорослому футболі дебютував 1985 року виступами за команду клубу «Лечче», в якій провів шість сезонів, взявши участь у 89 матчах чемпіонату.
1991 року перейшов до клубу «Ювентус», за який відіграв 13 сезонів. Більшість часу, проведеного у складі «Ювентуса», був основним гравцем команди. За цей час п'ять разів виборював титул чемпіона Італії, ставав володарем Суперкубка Італії з футболу (чотири рази), володарем Кубка УЄФА, переможцем Ліги чемпіонів УЄФА, володарем Суперкубка УЄФА, володарем Міжконтинентального кубка, володарем Кубка Інтертото. Завершив професійну кар'єру футболіста виступами за команду «Ювентус» 2004 року.

## Виступи за збірну
1994 року дебютував в офіційних матчах у складі національної збірної Італії. Протягом кар'єри у національній команді, яка тривала 7 років, провів у формі головної команди країни 20 матчів, забивши 2 голи. У складі збірної був учасником чемпіонату світу 1994 року у США, де разом з командою здобув «срібло», чемпіонату Європи 2000 року у Бельгії та Нідерландах, де італійці знову фінішували другими.

## Кар'єра тренера
Розпочав тренерську кар'єру невдовзі по завершенні кар'єри гравця, 2005 року, увійшовши до тренерського штабу клубу «Сієна».
Надалі очолював команди клубів «Ареццо», «Барі», «Аталанта» та «Сієна».
З 2011 року очолював тренерський штаб туринського «Ювентуса». Залишив позицію в туринському клубі 15 липня 2014 року. На той час, після провального виступу національної збірної Італії на чемпіонаті світу 2014, вже було звільнено її очильника Чезаре Пранделлі, і 14 серпня 2014 року було оголошено, що новим головним тренером італійської збірної призначено Конте.
4 квітня 2016 був призначений головним тренером «Челсі», який приступив до своїх обов'язків відразу після закінчення Чемпіонату Європи-2016. У своєму першому сезоні в Англії італієць зумів привести «аристократів» до перемоги у Прем'єр-лізі. Утім наступного сезону команде не лише не захистила чемпіонський титул, але, посівши лише п'яте місце, опинилася поза зоною Ліги чемпіонів. Тож, попри здобуття кубка Англії того сезону, влітку 2018 року Конте був відправлений у відставку керівництвом «Челсі».
31 травня 2019 року, після річного відпочинку, тренер очолив штаб міланського клубу «Інтернаціонале». У червні 2021 року пішов з посади, а його місце посів Сімоне Індзагі.
2 листопада 2021 року став головним тренером англійського клубу «Тоттенгем Готспур», з яким було підписано контракт до літа 2023 року. Утім 26 березня 2023 року, після низки невдалих результатів і зриву Конте під час прес-конференції, клуб оголосив про припинення співпраці з італійцем за згодою сторін.
5 червня 2024 року підписав трирічний контракт з  італійським клубом «Наполі».

## Статистика виступів

### Статистика клубних виступів
| Сезон               | Команда             | Чемпіонат           | Чемпіонат | Чемпіонат | Національний кубок | Національний кубок | Національний кубок | Континентальні кубки | Континентальні кубки | Континентальні кубки | Інші змагання | Інші змагання | Інші змагання | Усього | Усього |
| Сезон               | Команда             | Ліга                | Ігор      | Голів     | Ліга               | Ігор               | Голів              | Ліга                 | Ігор                 | Голів                | Ліга          | Ігор          | Голів         | Ігор   | Голів  |
| ------------------- | ------------------- | ------------------- | --------- | --------- | ------------------ | ------------------ | ------------------ | -------------------- | -------------------- | -------------------- | ------------- | ------------- | ------------- | ------ | ------ |
| 1985-86             | «Лечче»             | A                   | 2         | 0         | КІ                 | 0                  | 0                  | —                    | —                    | —                    | —             | —             | —             | 2      | 0      |
| 1986-87             | «Лечче»             | B                   | 0         | 0         | КІ                 | 2                  | 0                  | —                    | —                    | —                    | —             | —             | —             | 2      | 0      |
| 1987-88             | «Лечче»             | B                   | 3         | 0         | КІ                 | 2                  | 0                  | —                    | —                    | —                    | —             | —             | —             | 5      | 0      |
| 1988-89             | «Лечче»             | A                   | 19        | 0         | КІ                 | 2                  | 0                  | —                    | —                    | —                    | —             | —             | —             | 21     | 0      |
| 1989-90             | «Лечче»             | A                   | 28        | 1         | КІ                 | 1                  | 0                  | —                    | —                    | —                    | —             | —             | —             | 29     | 1      |
| 1990-91             | «Лечче»             | A                   | 28        | 0         | КІ                 | 3                  | 0                  | —                    | —                    | —                    | —             | —             | —             | 31     | 0      |
| 1991                | «Лечче»             | B                   | 9         | 0         | КІ                 | 0                  | 0                  | —                    | —                    | —                    | —             | —             | —             | 9      | 0      |
| Усього за «Лечче»   | Усього за «Лечче»   | Усього за «Лечче»   | 89        | 1         |                    | 10                 | 0                  |                      | —                    | —                    |               | —             | —             | 99     | 1      |
| 1991-92             | «Ювентус»           | A                   | 14        | 0         | КІ                 | 0                  | 0                  | —                    | —                    | —                    | —             | —             | —             | 14     | 0      |
| 1992-93             | «Ювентус»           | A                   | 31        | 2         | КІ                 | 6                  | 0                  | КУЄФА                | 9                    | 0                    | —             | —             | —             | 46     | 2      |
| 1993-94             | «Ювентус»           | A                   | 32        | 4         | КІ                 | 1                  | 0                  | КУЄФА                | 8                    | 0                    | —             | —             | —             | 41     | 4      |
| 1994-95             | «Ювентус»           | A                   | 23        | 1         | КІ                 | 4                  | 0                  | КУЄФА                | 5                    | 2                    | —             | —             | —             | 32     | 3      |
| 1995-96             | «Ювентус»           | A                   | 29        | 5         | КІ                 | 2                  | 0                  | ЛЧ                   | 9                    | 2                    | СІ            | 1             | 0             | 41     | 7      |
| 1996-97             | «Ювентус»           | A                   | 6         | 0         | КІ                 | 1                  | 1                  | ЛЧ                   | 3                    | 0                    | СУ + МКК      | —             | —             | 10     | 1      |
| 1997-98             | «Ювентус»           | A                   | 28        | 4         | КІ                 | 6                  | 1                  | ЛЧ                   | 9                    | 0                    | СІ            | 1             | 1             | 44     | 6      |
| 1998-99             | «Ювентус»           | A                   | 29+1      | 4         | КІ                 | 2                  | 0                  | ЛЧ                   | 6                    | 3                    | СІ            | 0             | 0             | 38     | 7      |
| 1999-00             | «Ювентус»           | A                   | 28        | 4         | КІ                 | 2                  | 1                  | Інт + КУЄФА          | 4+4                  | 1+1                  | —             | —             | —             | 38     | 7      |
| 2000-01             | «Ювентус»           | A                   | 21        | 2         | КІ                 | 2                  | 1                  | ЛЧ                   | 5                    | 0                    | —             | —             | —             | 28     | 3      |
| 2001-02             | «Ювентус»           | A                   | 20        | 1         | КІ                 | 5                  | 0                  | ЛЧ                   | 4                    | 0                    | —             | —             | —             | 29     | 1      |
| 2002-03             | «Ювентус»           | A                   | 18        | 1         | КІ                 | 2                  | 0                  | ЛЧ                   | 7                    | 0                    | СІ            | 0             | 0             | 27     | 1      |
| 2003-04             | «Ювентус»           | A                   | 16        | 1         | КІ                 | 4                  | 0                  | ЛЧ                   | 4                    | 0                    | СІ            | —             | —             | 24     | 1      |
| Усього за «Ювентус» | Усього за «Ювентус» | Усього за «Ювентус» | 296       | 29        |                    | 37                 | 4                  |                      | 77                   | 9                    |               | 2             | 1             | 412    | 43     |
| Усього за кар'єру   | Усього за кар'єру   | Усього за кар'єру   | 385       | 30        |                    | 47                 | 4                  |                      | 77                   | 9                    |               | 2             | 1             | 511    | 44     |

### Статистика виступів за збірну
| Дата       | Місто             | Господарі | Результат | Гості      | Турнір                | Голи | Примітки |
| ---------- | ----------------- | --------- | --------- | ---------- | --------------------- | ---- | -------- |
| 27/05/1994 | Парма             | Італія    | 2 – 0     | Фінляндія  | товариський матч      | -    |          |
| 09/07/1994 | Бостон            | Італія    | 2 – 1     | Іспанія    | ЧС 1994 - чвертьфінал | -    |          |
| 13/07/1994 | Нью-Йорк          | Італія    | 2 – 1     | Болгарія   | ЧС 1994 - півфінал    | -    |          |
| 11/11/1995 | Барі              | Італія    | 3 – 1     | Україна    | Відбір до ЧЄ 1996     | -    |          |
| 15/11/1995 | Реджо-нель-Емілія | Італія    | 4 – 0     | Литва      | Відбір до ЧЄ 1996     | -    |          |
| 24/01/1996 | Терні             | Італія    | 3 – 0     | Уельс      | товариський матч      | -    |          |
| 05/10/1996 | Кишинів           | Молдова   | 1 – 3     | Італія     | Відбір до ЧС 1998     | -    |          |
| 09/10/1996 | Перуджа           | Італія    | 1 – 0     | Грузія     | Відбір до ЧС 1998     | -    |          |
| 27/03/1999 | Копенгаген        | Данія     | 1 – 2     | Італія     | Відбір до ЧЄ 2000     | 1    |          |
| 31/03/1999 | Анкона            | Італія    | 1 – 1     | Білорусь   | Відбір до ЧЄ 2000     | -    |          |
| 28/04/1999 | Загреб            | Хорватія  | 0 – 0     | Італія     | товариський матч      | -    |          |
| 05/06/1999 | Болонья           | Італія    | 4 – 0     | Уельс      | Відбір до ЧЄ 2000     | -    |          |
| 09/06/1999 | Лозанна           | Швейцарія | 0 – 0     | Італія     | Відбір до ЧЄ 2000     | -    |          |
| 08/09/1999 | Неаполь           | Італія    | 2 – 3     | Данія      | Відбір до ЧЄ 2000     | -    |          |
| 09/10/1999 | Мінськ            | Білорусь  | 0 – 0     | Італія     | Відбір до ЧЄ 2000     | -    |          |
| 26/04/2000 | Реджо-Калабрія    | Італія    | 2 – 0     | Португалія | товариський матч      | -    |          |
| 03/06/2000 | Осло              | Норвегія  | 1 – 0     | Італія     | товариський матч      | -    |          |
| 11/06/2000 | Арнем             | Італія    | 2 – 1     | Туреччина  | ЧЄ 2000               | 1    |          |
| 14/06/2000 | Брюссель          | Бельгія   | 0 – 2     | Італія     | ЧЄ 2000               | -    |          |
| 24/06/2000 | Брюссель          | Італія    | 2 – 0     | Румунія    | ЧЄ 2000 - чвертьфінал | -    |          |
| Усього     |                   | Матчів    | 20        |            | Голів                 | 2    |          |

## Досягнення

### Як гравця
- Чемпіон Італії:

«Ювентус»: 1994-95, 1996-97, 1997-98, 2001-02, 2002-03
- Володар Кубка Італії:

«Ювентус»: 1994-95
- Володар Суперкубка Італії з футболу:

«Ювентус»: 1995, 1997, 2002, 2003
- Володар Кубка УЄФА:

«Ювентус»: 1992-93
- Переможець Ліги чемпіонів УЄФА:

«Ювентус»: 1995-96
- Володар Суперкубка УЄФА:

«Ювентус»: 1996
- Володар Міжконтинентального кубка:

«Ювентус»: 1996
- Володар Кубка Інтертото:

«Ювентус»: 1999
- Віце-чемпіон світу: 1994
- Віце-чемпіон Європи: 2000

### Як тренера
- Переможець Серії B:

«Барі»: 2008-09
- Чемпіон Італії:

«Ювентус»: 2011–12, 2012–13, 2013–14;
«Інтернаціонале»: 2020–21
«Наполі»: 2024–25
- Володар Суперкубка Італії:

«Ювентус»: 2012, 2013
- Чемпіон Англії:

Челсі: 2016–17
- Володар кубка Англії (1):

«Челсі»: 2017–18